# Lincoln Mark Series
La serie Lincoln Mark ha identificato le diverse generazioni di personal luxury car prodotte dalla Lincoln, divisione di lusso della Ford, tra il 1956 e il 1998.
Dopo il successo ottenuto dal modello prodotto tra il 1939 e il 1948, nel 1955 la Ford decise di far ritornare il nome Continental come un marchio indipendente dalla Lincoln, iniziando la produzione della Mark II. Nel 1958 le due divisioni furono riunite, e la Continental diventò il modello simbolo della Lincoln. Fino al 1983 tutti i modelli della serie Mark mantennero la designazione Continental, che fu abbandonata l'anno successivo con l'introduzione della settima generazione. L'ultima serie fu la Mark VIII, prodotta dal 1993 al 1998.
Tutti i modelli della serie Mark erano esclusivamente disponibili come coupé; l'unica eccezione è stata la Mark VI, disponibile dal 1980 al 1983 anche sotto forma di berlina a quattro porte.

## Modelli

### Continental Mark II (1956-1960)
La Continental Mark II era prodotta dalla nuova divisione Continental della Ford tra il 1956 e il 1960. 
La nuova Continental non cercava di essere l'auto più grande o più potente sul mercato, ma piuttosto la più elegante e lussuosa tra tutte le auto americane allora esistenti. 
Nella parte posteriore, il rilievo dato dall'alloggiamento della ruota di scorta richiamava la prima generazione della Continental, prodotta tra il 1939 e il 1948. Tale caratteristica, unita al fatto che la Mark II fosse venduta nella rete dei concessionari Lincoln, ha fatto sì che questo modello fosse considerato a tutti gli effetti una Lincoln, quando tecnicamente veniva prodotto da una divisione a sé stante.
Il motore era il nuovo 6.0 L V8, condiviso con i modelli Capri e Premiere.
Il prezzo della Continental Mark II rispecchiava il livello dell'assemblaggio: si partiva da 10.000 $, cioè il prezzo di una Rolls-Royce o di due Cadillac dello stesso periodo. Nelle ultime versioni, Mark III, Mark IV e Mark V tale prezzo venne ridotto del 40%.

### Continental Mark III (1968-1971)
La Continental Mark III, questa volta prodotta direttamente dalla Lincoln, era idealmente l'erede diretta della storica Mark II, nonostante questi due modelli fossero usciti ad oltre dieci anni di distanza l'uno dall'altro: infatti la Mark III debuttò nell'aprile 1968, quando la generazione precedente era stata presentata nel 1956.
Il ruolo della Mark III era quello di essere la principale rivale della Cadillac Eldorado, che era stata completamente ridisegnata l'anno precedente ottenendo un considerevole aumento delle vendite. Infatti, al suo debutto la Mark III occupò il segmento superiore alle meno costose Buick Riviera, Ford Thunderbird e Oldsmobile Toronado. La General Motors aveva sviluppato la Eldorado sul pianale della Toronado, e la Ford seguì la stessa strategia basando la Mark III su quello della Thunderbird. Il motore era un V8 da 7.5 litri, introdotto appositamente lo stesso anno.
Per quanto riguarda il design, nonostante la Mark III inizialmente prendesse ispirazione proprio dalla Thunderbird, il risultato finale indubbiamente riuniva tutte le caratteristiche distintive del marchio Lincoln. Fu appunto sulla Mark III che furono introdotti i fanali anteriori nascosti e la griglia nello stile della Rolls-Royce: due soluzioni stilistiche che sarebbero state mantenute per tutto il corso degli anni settanta. A caratterizzare ulteriormente la linea della Mark III erano il cofano molto lungo e la coda più corta, un'altra particolarità poi ereditata dalle successive generazioni della serie Mark. Nella parte posteriore, il "Continental Kit" (cioè il rilievo sul baule, dato dall'alloggiamento della ruota di scorta) richiamava l'eleganza della Mark II.
L'equipaggiamento della Mark III comprendeva servosterzo, servofreno, alzacristalli elettrici e sedili regolabili elettricamente. La strumentazione includeva un orologio Cartier, mentre i principali accessori opzionali erano i freni con sistema anti bloccaggio, gli interni in pelle, l'aria condizionata (di serie nel 1971) e il cruise control.

Nell'anno del lancio le vendite della Mark III superarono quelle della concorrente Eldorado, e al debutto dell'erede Mark IV la produzione era arrivata a 79.381 unità.

### Continental Mark IV (1972-1976)
La Continental Mark IV debuttò nel 1972, mantenendo molti tratti del design della precedente generazione, nonostante le dimensioni maggiori: rimasero infatti presenti i fanali anteriori nascosti, la griglia in stile Rolls-Royce (più alta rispetto a quella della Mark III), e il "Continental Kit" sulla coda. Come il modello precedente, condivideva il pianale con la Ford Thunderbird.
Fra le principali novità estetiche ricordiamo i caratteristici "opera windows" nel montante posteriore: inizialmente si trattava di un elemento opzionale, che divenne di serie a partire dal 1973 e sarebbe stato presente per dieci anni nelle successive generazioni di Lincoln.
Il motore era sempre il V8 da 7.5 litri già utilizzato sulla Mark III. Anche la dotazione di serie era simile: la principale aggiunta fu la radio AM con quattro altoparlanti. Fra il 1973 e il 1974 la gamma degli accessori rimase invariata; in questi due anni le modifiche principali furono eseguite sui paraurti, riprogettati per rispettare le nuove norme statunitensi, proteggendo meglio la carrozzeria negli impatti a bassa velocità.

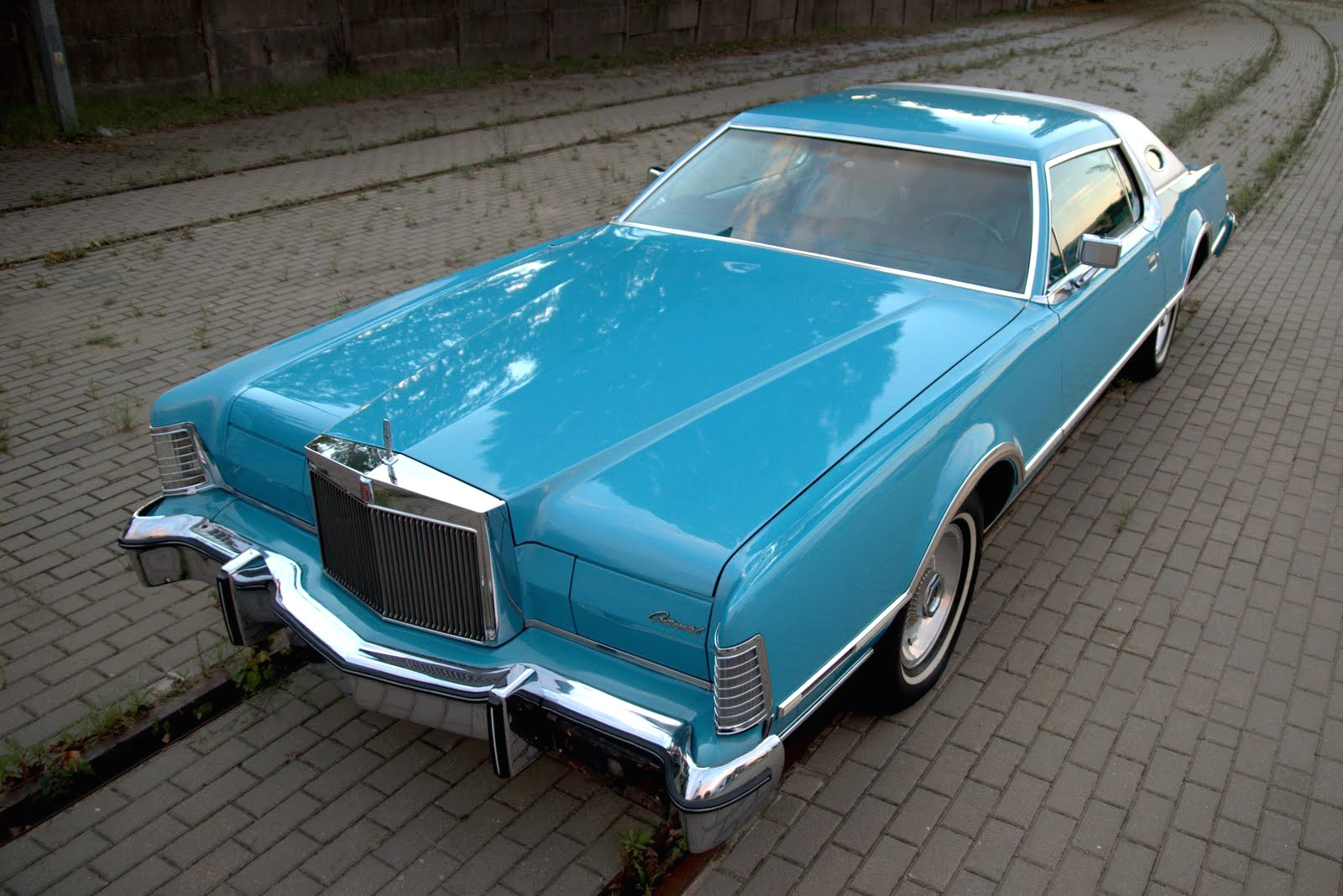
Una Mark IV Givenchy

Nel 1976 vennero introdotte sul mercato alcune speciali versioni della Continental Mark IV chiamate Designer Series: si trattava di modelli caratterizzati da colori, interni e accessori selezionati da famosi stilisti. Sul cruscotto di ogni Designer Series era visibile una targa placcata in oro a 22 carati su cui il proprietario poteva far incidere il proprio nome. Erano disponibili quattro differenti versioni:
- Bill Blass Edition: colore blu scuro abbinato al tetto rivestito in vinile chiaro e alle rifiniture color crema. Anche gli interni, disponibili in pelle o velluto, si basavano su questo contrasto.
- Givenchy Edition: colore blu acqua con tetto bianco, anche qui rivestito in vinile. Cruscotto con inserti neri.
- Pucci Edition: esterno rosso scuro con rivestimento in vinile argentato sul tetto, stessi colori per gli interni, in pelle o velluto.
- Cartier Edition: sia la carrozzeria che il rivestimento in vinile per il tetto erano neri pastello, come i sedili e i pannelli interni delle porte.

### Continental Mark V (1977-1979)
La Continental Mark V è stata venduta nel corso di soli tre anni, dal 1977 al 1979. Sostituiva la Continental Mark IV mantenendo lo stesso stile, questa volta interpretato con linee più spigolose, secondo la tendenza iniziata proprio con la fine degli anni settanta. La Mark V, leggermente più lunga della generazione precedente, non utilizzava più lo stesso pianale della Ford Thunderbird, che era invece stata ridimensionata e spostata sul pianale della Mercury Cougar.

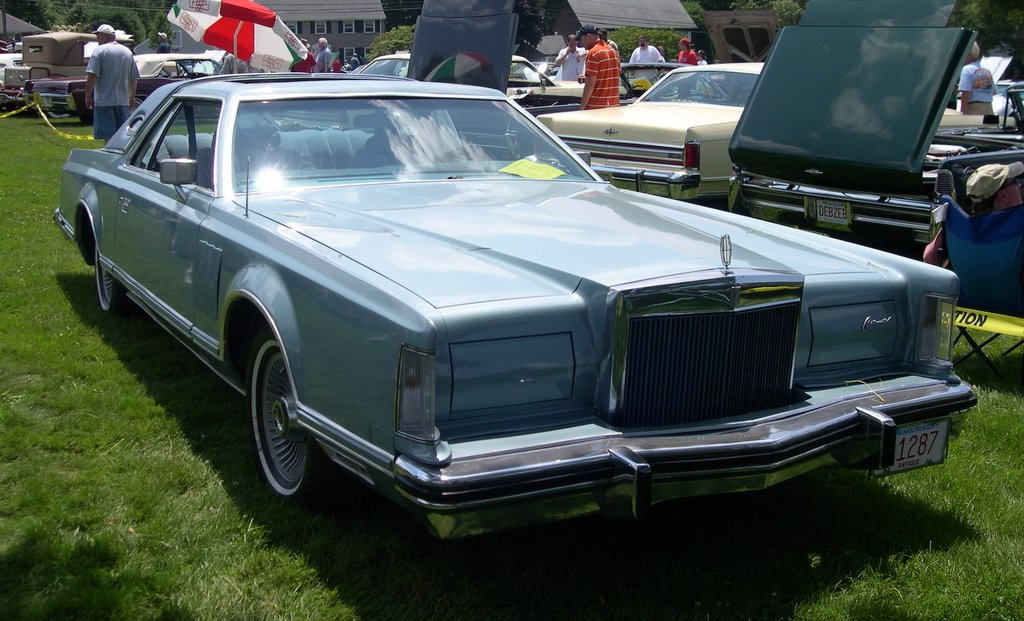
Una Mark V Diamond Jubilee

Nel 1977 il motore di serie era il classico 7.5 V8, diventato opzionale l'anno successivo (e definitivamente eliminato nel 1979) dopo l'introduzione del nuovo 6.6 V8, dai consumi poco più ridotti. Una Continental Mark V in versione 7.5 è stata provata dalla rivista tedesca "Auto, Motor Und Sport", ottenendo una media di soli 3 km/l.
Con la Continental Mark V la Lincoln arrivò molto vicino alla violazione delle norme statunitensi sui consumi di carburante, e per questo i modelli degli anni seguenti avrebbero avuto dimensioni meno imponenti: la Mark V, infatti, misurava in totale 5,85 metri di lunghezza, con un peso che raggiungeva i 2.170 kg.

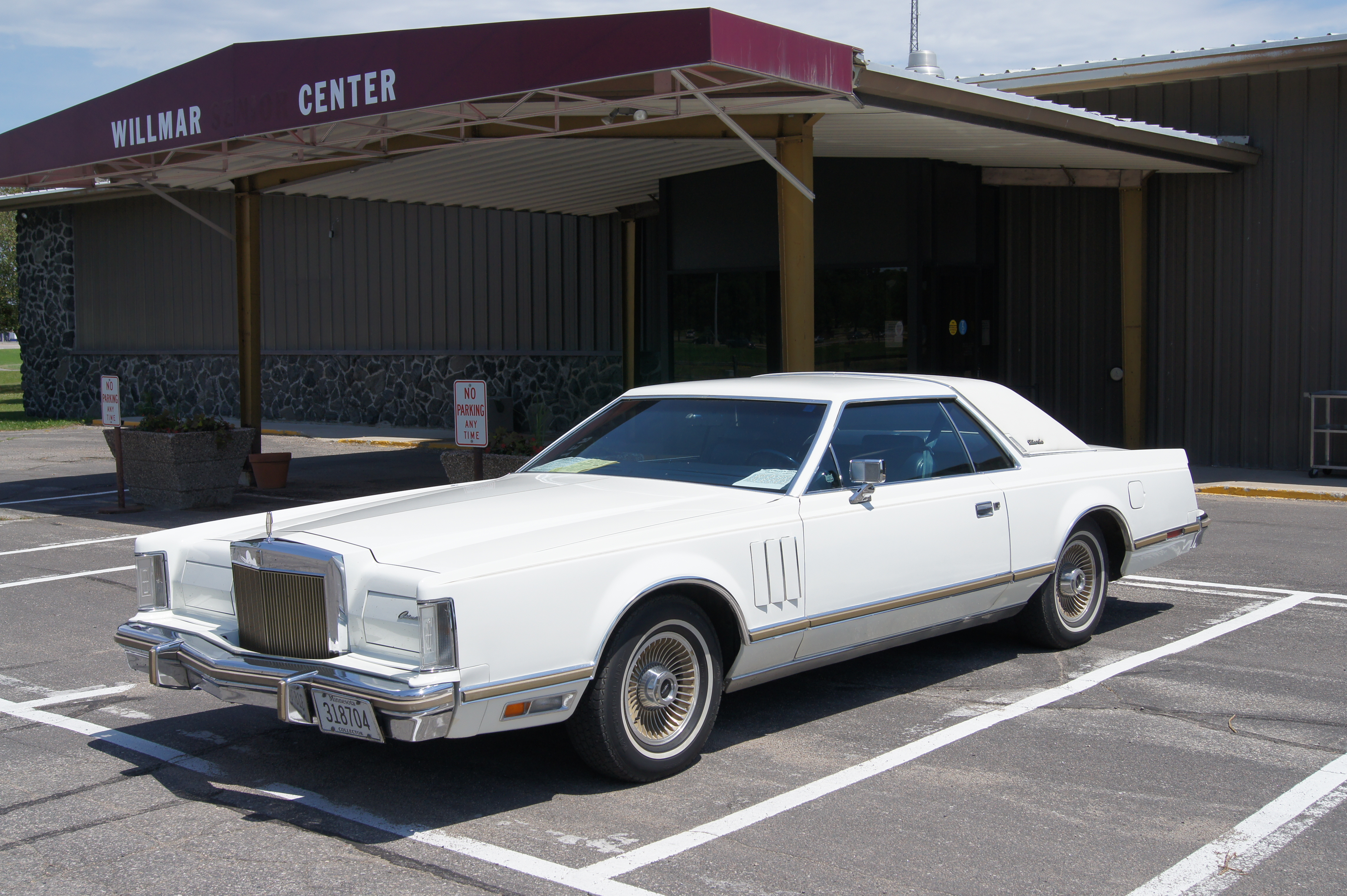
Una Mark V Collector's Series

Le Designer Series, firmate dagli stessi stilisti che avevano collaborato alla Continental Mark IV del 1976, vennero offerte durante tutti i tre anni di produzione della Continental Mark V. Nel 1978, per celebrare il 75º anniversario della Ford, la Mark V (insieme alla Thunderbird) venne prodotta in una speciale versione chiamata Diamond Jubilee Edition, che comprendeva tutti gli accessori disponibili quell'anno: l'unica opzione era il tetto panoramico. Il prezzo di questa versione, disponibile soltanto nei colori oro e azzurro, era di 23,000 $, una cifra molto elevata per l'epoca.
L'anno successivo, a chiudere la produzione della Mark V, venne introdotta la Collector's Series, che aveva sostanzialmente lo stesso ricco allestimento della Diamond Jubilee, ma era disponibile anche nei colori blu, argento e bianco, e si differenziava per l'assenza degli "opera windows".

La Mark V stabilì il record di vendite di ogni generazione Mark nel singolo anno, e nel 1979 la produzione si fermò dopo 228,862 esemplari.

### Continental Mark VI (1980-1983)

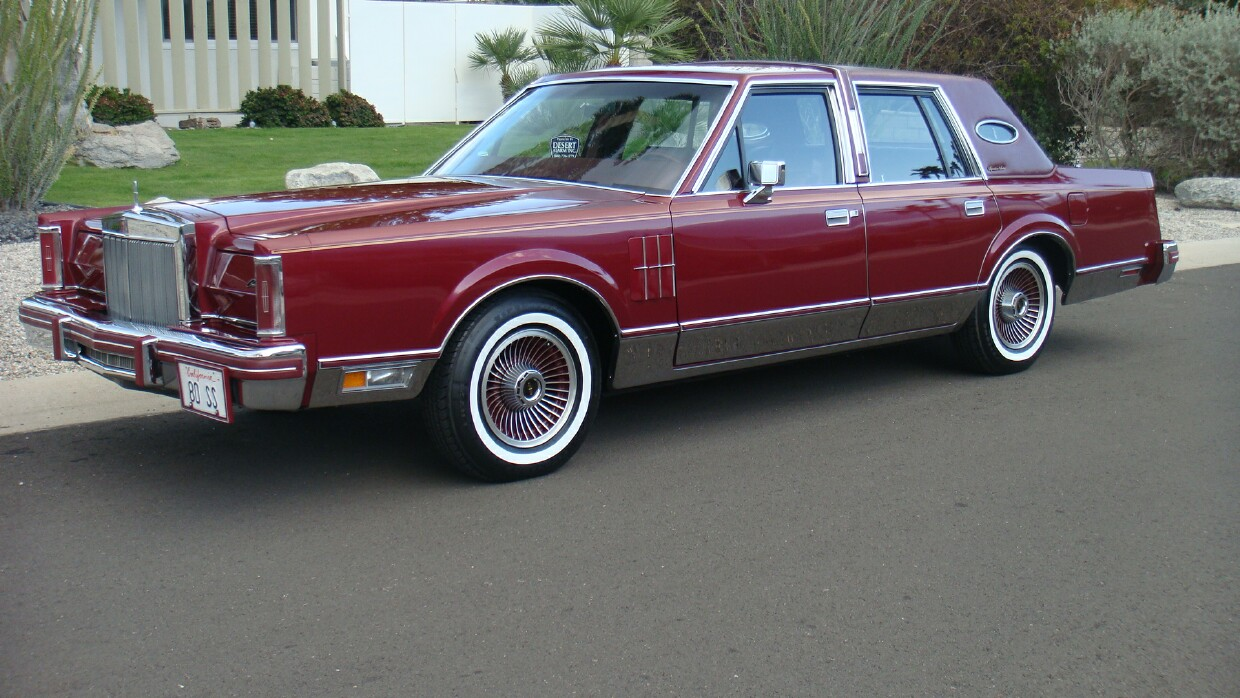
Una Mark VI Berlina

La Continental Mark VI fu introdotta nel 1980, e sarebbe rimasta in commercio fino al 1983. Questa fu la prima auto della serie Mark ad avere dimensioni inferiori rispetto alla serie precedente: lo spostamento sul pianale Panther portò ad un modello di 36 cm più corto, e più leggero di circa 225 kg, rispetto alla Mark V. Nonostante le diverse proporzioni, la Mark VI riprendeva gran parte delle caratteristiche estetiche della precedente generazione. Si tratta, inoltre, dell'unico modello della serie Mark disponibile anche come berlina a quattro porte.
Come le altre Lincoln del 1980, la Mark VI aveva un equipaggiamento tecnologicamente avanzato per l'epoca: su tutti i modelli erano di serie il quadro strumenti digitale e il sistema di apertura senza chiave. Si trattava di accessori di ultima generazione, su cui furono riscontrati problemi di affidabilità tra il 1980 e il 1981, poi risolti nel corso dei due anni seguenti.
La Continental Mark VI, insieme alla Town Car con cui condivideva il nuovo pianale, ebbe un successo immediato, dato in parte anche dai consumi migliorati rispetto agli anni precedenti: il vecchio 7.5 V8, infatti, era stato sostituito da un 4.9, sempre a otto cilindri. Grazie al completo rinnovamento della gamma, nel 1980 la Lincoln riuscì a superare le vendite della rivale Cadillac.

Il nuovo pianale Panther era condiviso dai modelli Town Car e Mark VI, ma in quest'ultima si notava una maggiore somiglianza con la Mark V, data dai soliti particolari: "Continental Kit", fanali anteriori nascosti, tetto rivestito in vinile e "opera windows". Per la prima volta la serie Mark venne offerta anche come berlina, ma questa versione non venne mantenuta negli anni dopo il 1983, dato che il suo segmento venne occupato in parte dalla nuova Continental, che nel 1982 era stata considerevolmente ridimensionata sostituendo la Versailles. Fra le Lincoln dei primi anni ottanta il modello più raro, e dal maggior valore per i collezionisti, è la Town Coupé, versione a due porte della Town Car, prodotta in pochi esemplari perché si trovava in contrasto con la versione a due porte della Mark VI, che ne mise in forte difficoltà le vendite.

### Mark VII (1984-1992)
La Continental Mark VII, il cui nome venne definitivamente abbreviato in Mark VII nel corso della produzione, fu introdotta nel 1984, rimanendo nella gamma Lincoln fino al 1992. Si basava sul pianale Fox, già utilizzato in precedenza su Ford Fairmont e Mercury Zephyr. La Mark VII è stata la prima auto americana dotata di ABS elettronico, seguita a sei mesi di distanza dalla Chevrolet Corvette.
Dal punto di vista dell'elettronica, la dotazione della Mark VII era ampia: di serie su tutti i modelli era disponibile, oltre al quadro strumenti digitale, il computer di bordo. I diversi allestimenti disponibili, oltre al modello base, erano tre: Versace Designer Edition, Bill Blass Designer Edition e LSC (Luxury Sport Coupé). A partire dal 1988 la gamma venne ridotta solo a questi ultimi due allestimenti, mentre tra il 1990 e il 1992 fu disponibile, per la versione LSC, anche un pacchetto chiamato Special Edition.
La versione LSC privilegiava le prestazioni, ed era stata progettata per competere con sportive europee come la BMW 635 CSi e la Mercedes-Benz 500/560 SEC. Rispetto agli altri modelli aveva sospensioni più rigide, doppio scarico, sedili sportivi in pelle e, fino al 1988, un motore 5.0 V8 da 149 kW. A partire da quell'anno su tutta la gamma venne utilizzato il motore già introdotto nel 1987 sulla Ford Mustang GT, un 5.0 V8 da 168 kW.
Dal 1986 in avanti sulla LSC venne adottata la strumentazione analogica, comprensiva di tachimetro, contagiri, contachilometri totale e parziale, e indicatore del livello di carburante. Sulla versione Bill Blass rimase invece la strumentazione digitale, priva però di contagiri e contachilometri parziale.

La produzione della Lincoln Mark VII terminò nel 1992 dopo 190.536 esemplari.

### Mark VIII (1993-1998)
La Mark VIII, introdotta nel 1993, era basata sul pianale FN10, derivato da quello usato su Ford Thunderbird e Mercury Cougar tra il 1989 e il 1997. Rispetto alla precedente generazione, furono aumentati la lunghezza totale - ora 526 cm - e il passo, così da ottenere un maggiore spazio interno e una migliore qualità di marcia. Per quanto riguarda l'aspetto esteriore, la Mark VIII si differenziava in modo deciso dalla Mark VII, con linee più morbide e aerodinamiche, accentuate dalle rifiniture cromate. La coda era caratterizzata da un unico fanale orizzontale che percorreva tutta la larghezza dell'auto, e per la prima volta non era presente il classico "Continental Kit".

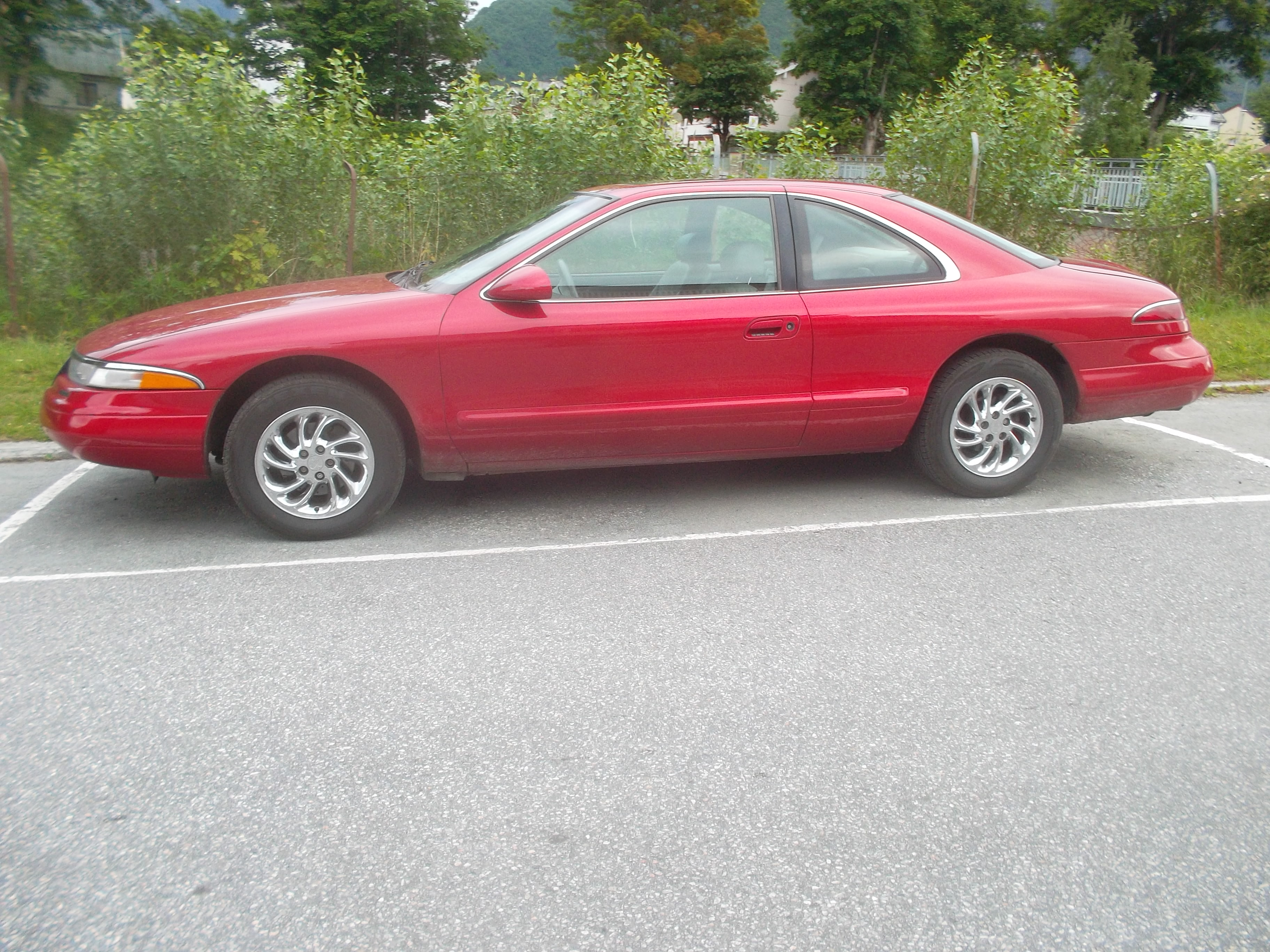
Una Mark VIII LSC

Il motore utilizzato sulla Mark VIII era un 4.6 V8 da 210 kW, con cambio automatico a quattro marce. Per quanto riguarda interni e comfort, erano di serie clima automatico, cruise control, computer di bordo, sedili anteriori regolabili elettricamente con memoria per tre diverse configurazioni, specchietti riscaldabili e regolabili elettricamente, sistema di apertura senza chiave e radio AM/FM. Erano invece disponibili a richiesta il tetto panoramico, gli specchietti fotosensibili, il caricatore per 10 CD e il sistema audio JBL.
Nel corso del 1995 venne introdotta la versione sportiva LSC, caratterizzata da aspetto e prestazioni più aggressivi. Il motore era una versione potenziata del 4.6 V8, in grado di erogare 216 kW di potenza massima. Nella brochure della Mark VIII è riportato che il tempo necessario a raggiungere le 60 miglia orarie (circa 96 km/h) è di 7.6 secondi. A differenziare esteticamente la LSC dalle altre versioni era principalmente la carrozzeria priva di inserti cromati, sostituiti dalle rifiniture verniciate.

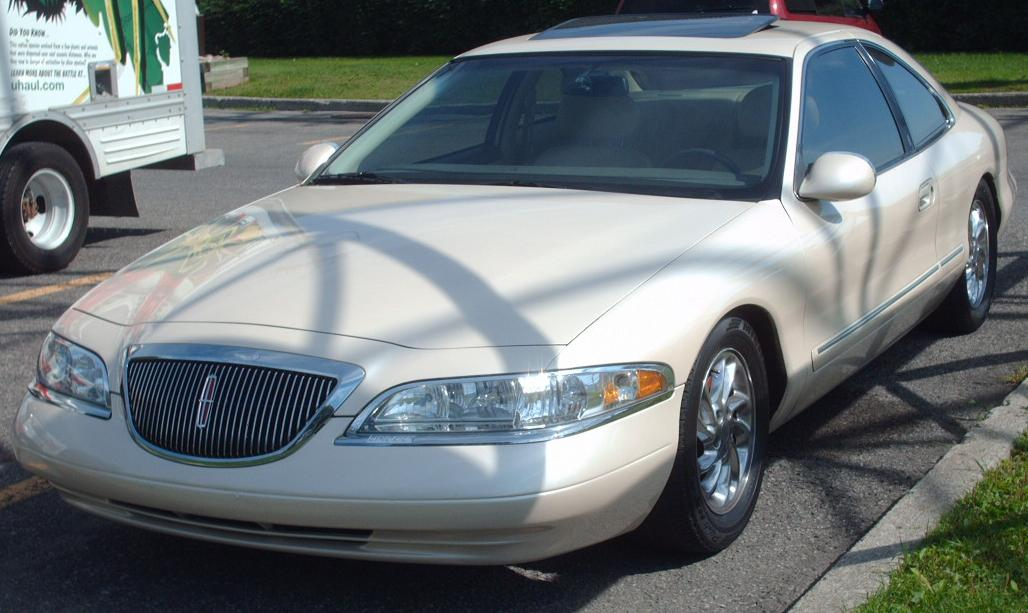
Lincoln Mark VIII (1997-1998)

Nel 1997 la Mark VIII venne rinnovata nell'aspetto: il frontale venne reso più morbido, con nuovi fanali e una griglia più grande. Nel singolo fanale posteriore si scelse di utilizzare una lampada al neon come luce del freno, visto che il tempo necessario all'illuminazione era inferiore rispetto a quello dei fanali tradizionali. Gli specchietti laterali comprendevano invece luci di tipo LED.
Nel 1998, ultimo anno di produzione della Mark VIII, furono introdotte due versioni speciali: Spring Feature e Collector's Edition. La Spring Feature, di cui furono prodotti solo 117 esemplari, si distingueva grazie alla vernice color oro, mentre la Collector's Edition, che chiudeva la storia della serie Mark, era la versione più lussuosa disponibile; ne furono prodotte 1.386.
La produzione della Mark VIII finì nel 1998, dopo un totale di 126.103 esemplari costruiti. Ad oggi, la Mark VIII è l'ultima personal luxury car prodotta dalla Lincoln.